# 正義者同盟
正義者同盟（せいぎしゃどうめい、ドイツ語: Bund der Gerechten）とは、1830年代半ばにパリで結成されたドイツ人の共産主義結社・秘密結社である。義人同盟とも。

## 思想
同盟の目的は「ドイツの再生と解放」で、「すべての人は兄弟である」をモットーとした。『人類、その現状と理想像』および『調和と自由の保障』を綱領文書とし（後述）、基本的な立場は財産共有制を旨とする「手工業者共産主義」である。同盟はフランス社会主義や各派の共産主義に影響されていた。
ただ、1843年以降はフリードリヒ・エンゲルスやカール・マルクスの活動で、ヴィルヘルム・ヴァイトリングらによる陰謀的な共産主義から科学的共産主義へ転換する。

## 歴史

### 前史
1834年、テオドール・シュースターが「追放者同盟」をパリで組織する。これはフィリッポ・ブオナローティの構想であった、平等主義者による国際的な革命的親睦組織「ユニバーサル・デモクラティック・カルボナリ」をモデル化したものである。シュースターは小冊子『Confession of faith of an outlaw』の中で疎外された人々が来たるべき革命へ共に結合する構想を、初めて提案している。追放者同盟のメンバーはドイツからの移民で 政治的な亡命者や渡り職人が中心だった。
最盛期になると、メンバーはパリで100人、フランクフルトで80人を数えた。この時、シュースターをはじめ他の主要メンバーもドイツ統一や中産階級の共和主義者の「ドイツ同盟」への組織化に努力することに焦点を当てていたため、より大衆的な労働者階級メンバーはヴィルヘルム・ヴァイトリングの指導力のもとに集まった。この共産主義的な思想を持つグループが追放者同盟の分派として1836年に結成したのが、「正義者同盟」である。正確に言えば、追放者同盟が左右両派に分裂したもので、急進的なインテリゲンチャや職人によって構成された左派によって作られた組織である。一方で母体の追放者同盟はメンバーが他の協会を優先したため、1838年には消滅してしまった。

### 結成後
正義者同盟はフランソワ・ノエル・バブーフの支持者とされ、主に仕立て屋や木工といったドイツのジャーニーマンをメンバーとし、彼らが「新しいエルサレム」として言及する「平等と正義、隣人への愛の理想に基づく神の王国の確立」を主張していた。ただ、フリードリヒ・エンゲルスは「それがドイツであることを除いて本質的に他のフランスの秘密結社に類似している」と軽蔑的に書いた。
当運動で最も著名な指導者だったのはヴィルヘルム・ヴァイトリングである。ヴァイトリングは自身を「社会的ルター」と宣言し、私有財産とお金を汚職・搾取の原因として非難しており、彼が1838年に著した『人類、その現状と理想像』（Die Menschheit, wie sie ist und wie sie sein sollte）と1842年に著した『調和と自由の保障』（Garantien der Harmonie und Freiheit）は同盟の綱領文書となっていた。ヴァイトリングの他に重要なリーダーに含まれていたのはカール・シャッパー、ブルーノ・バウアー、ヨーゼフ・モル、アウグスト・ヘルマン・エヴェーアベックらである。
1839年5月12日、フランスのルイ・オーギュスト・ブランキらによる革命秘密結社・季節社が権力奪取を目指して武装蜂起を起こす。このブランキ主義者の反乱に同盟メンバーも多く関与した ことで同盟はフランス政府によって追放されてしまい、彼らはロンドンへ移り始めた。1840年、彼らはロンドンに偽装組織「Educational Society of German Workingmen」を設置し、1000人の会員を持つまでに成長した。
1845年、労働者による即刻の蜂起を提唱したヴァイトリングと、特に上述の1839年蜂起を経験した後にそれは時期尚早と見做したシャッパーとの間で重要な公開討論があった。またシャッパーは民衆に革命の準備をさせるべくより長期な大衆教育のキャンペーンを主張する。
カール・マルクスは政治的意見が合わなかったため同盟に入ることに躊躇いをみせていたものの、「組織内メンバーとしてより影響力のあるディベートになるかもしれない」というヨーゼフ・モルに納得した。そして1847年6月にロンドンで開かれた大会において、同盟はエンゲルスがブリュッセルで開設していた「共産主義通信委員会」（英: Communist Correspondence Committee）と合併し共産主義者同盟となる。